# Брајслин (Минесота)
Брајслин (енгл. Bricelyn) град је у америчкој савезној држави Минесота.

## Демографија
По попису из 2010. године број становника је 365, што је 14 (-3,7%) становника мање него 2000. године.
| Група             | 2000.       | 2010.       |
| Белци             | 364 (96,0%) | 311 (85,2%) |
| Афроамериканци    | 0 (0,0%)    | 9 (2,5%)    |
| Азијати           | 0 (0,0%)    | 3 (0,8%)    |
| Хиспаноамериканци | 15 (4,0%)   | 35 (9,6%)   |
| Укупно            | 379         | 365         |